# Béalcourt
Béalcourt – miejscowość i gmina we Francji, w regionie Hauts-de-France, w departamencie Somma.
Według danych na rok 1990 gminę zamieszkiwały 102 osoby, a gęstość zaludnienia wynosiła 28 osób/km² (wśród 2293 gmin Pikardii Béalcourt plasuje się na 882. miejscu pod względem liczby ludności, natomiast pod względem powierzchni na miejscu 1004.).